# Масакуни Јамамото
Масакуни Јамамото (јап. 山本 昌邦; Шизуока, 4. април 1958) бивши је јапански фудбалер.

## Каријера
Током каријере је играо за Јамаха.

## Репрезентација
За репрезентацију Јапана дебитовао је 1980. године. За тај тим је одиграо 4 утакмице.

## Статистика
| Јапан  | Јапан   | Јапан  |
| Година | Наступи | Голови |
| ------ | ------- | ------ |
| 1980.  | 2       | 0      |
| 1981.  | 2       | 0      |
| Укупно | 4       | 0      |